# Le Roy (Illinois)
Le Roy – miasto w Stanach Zjednoczonych, w stanie Illinois, w hrabstwie McLean.